# Verdrag tegen foltering en andere wrede, onmenselijke en onterende behandeling of bestraffing
Het Verdrag tegen foltering en andere wrede, onmenselijke en onterende behandeling of bestraffing, ook wel het VN-antifolterverdrag (UNCAT, naar de Engelstalige titel United Nations Convention against Torture) is een op 10 december 1984 onder de auspiciën van de Verenigde Naties tot stand gekomen verdrag. Op 10 december 1984 nam de Algemene Vergadering van de Verenigde Naties resolutie 39/46 aan, waarin zij de tekst van het aangehechte verdrag aannam en het verdrag tevens opende voor ondertekening en toetreding. De ondertekening startte op 4 februari 1985 in het hoofdkantoor van de Verenigde Naties in New York. Het verdrag verbiedt staten om personen die zich binnen hun rechtsmacht bevinden te folteren. Daarnaast voorziet het verdrag in de oprichting van een Comité tegen Foltering dat toeziet op de naleving van het verdrag.

## Geschiedenis
Op 9 december 1975 nam de Algemene Vergadering van de Verenigde Naties de Verklaring inzake de bescherming van alle mensen tegen onderwerping aan foltering en andere wrede, onmenselijke of onterende behandeling of bestraffing aan. De Verklaring bevatte in artikel 1 een omschrijving van het begrip foltering: 
"Voor de toepassing van deze Verklaring wordt onder foltering verstaan iedere handeling waardoor opzettelijk hevige pijn of hevig leed, lichamelijk dan wel geestelijk, opzettelijk wordt toegebracht door of op aanstichten van een overheidsfunctionaris aan een persoon met zulke oogmerken als om van hem of van een derde inlichtingen of een bekentenis te verkrijgen, hem te bestraffen voor een handeling die hij heeft begaan of waarvan hij wordt verdacht deze te hebben begaan, of hem of een derde persoon te intimideren. Foltering omvat niet pijn of leed slechts voortvloeiend uit, inherent aan of samenhangend met wettige straffen ..."
De verklaring noemde foltering een misdaad tegen de menselijke waardigheid die tevens in strijd is met het doel van het Handvest van de Verenigde Naties en een schending oplevert van de rechten van de mens en fundamentele vrijheden. Staten moesten het gebruik van foltering en andere wrede, onmenselijke of vernederende behandeling onder geen beding toestaan. Daarnaast moesten zij maatregelen treffen tegen foltering en het gebruik criminaliseren. Aangezien Verklaringen van de Algemene Vergadering niet-bindend zijn, nam de Algemene Vergadering op 8 december 1977 resolutie 32/62 aan. In deze resolutie verzocht de Algemene Vergadering aan de Mensenrechtencommissie van de Verenigde Naties om een ontwerp verdrag tegen foltering op te stellen. In 1983 lag er nog geen ontwerp voor, daarom nam de Vergadering op 16 december 1983 resolutie 38/119 aan, waarin het de Mensenrechtencommissie vroeg om het ontwerp verdrag tegen foltering de hoogste prioriteit te geven. Op 6 maart 1984 had de Mensenrechtencommissie het ontwerp klaar en presenteerde zij dit aan de Algemene Vergadering. Deze nam het ontwerp op 10 december 1984 middels resolutie 39/46 aan, waarmee het tevens het Folterverdrag opende voor ondertekening. De ondertekening werd op 4 februari 1985 geopend op het VN-hoofdkantoor in New York.

## Het verdrag
De definitie van foltering in het Verdrag tegen foltering en andere wrede, onmenselijke en onterende behandeling of bestraffing is grotendeels gelijk gebleven aan die van de Verklaring. Toegevoegd werd het oogmerk om de gefolterde 'ergens toe te dwingen'. Daarnaast werd een restcategorie voor het oogmerk opgenomen waarbij de foltering 'om enigerlei reden gebaseerd op discriminatie van welke aard ook' wordt gepleegd. Daarnaast werd de kring van folteraars uitgebreid met die van een 'andere persoon die in een officiële hoedanigheid handelt' en valt tevens het geven van 'instemming' en het 'gedogen' onder de definitie. De definitie uit het Verdrag luidt:
"Voor de toepassing van dit Verdrag wordt onder „foltering" verstaan iedere handeling waardoor opzettelijk hevige pijn of hevig leed, lichamelijk dan wel geestelijk, wordt toegebracht aan een persoon met zulke oogmerken als om van hem of van een derde inlichtingen of een bekentenis te verkrijgen, hem te bestraffen voor een handeling die hij of een derde heeft begaan of waarvan hij of een derde wordt verdacht deze te hebben begaan, of hem of een derde te intimideren of ergens toe te dwingen dan wel om enigerlei reden gebaseerd op discriminatie van welke aard ook, wanneer zulke pijn of zulk leed wordt toegebracht door of op aanstichten van dan wel met de instemming of gedogen van een overheidsfunctionaris of andere persoon die in een officiële hoedanigheid handelt. Foltering omvat niet pijn of leed slechts voortvloeiend uit, inherent aan of samenhangend met wettige straffen."
Het verdrag verplicht de verdragspartijen om binnen hun landsgrenzen 'doeltreffende wetgevende, bestuurlijke, gerechtelijke of andere maatregelen ter voorkoming van foltering' te nemen. Daarnaast verbiedt het verdrag de uitzetting van een persoon naar een staat waar deze het risico loopt gefolterd te worden. Verdragspartijen verplichten zich tevens om het plegen, medeplegen, deelnemen en de poging tot foltering strafbaar te stellen in hun nationale recht en te voorzien van passende straffen. Zij dienen ook passende rechtsmacht te vestigingen voor het delict, wanneer dit: binnen hun grondgebied, of aan boord van een schip of luchtvaartuig van de staat wordt gepleegd (territorialiteitsbeginsel); de verdachte onderdaan van de staat is (actief nationaliteitsbeginsel) of het slachtoffer onderdaan van de staat is (passief nationaliteitsbeginsel). Ook bevat het verdrag het zogenoemde aut dedere aut judicare-beginsel, wat betekent dat de staat een verdachte dient te vervolgen indien hij de verdachte niet uitlevert. De staat dient voor dit geval ook in rechtsmacht te voorzien.
Naast enkele bepalingen van processuele aard, voorziet het verdrag in de oprichting van het Comité tegen Foltering. Het Comité tegen Foltering ziet op de naleving van het verdrag door de verdragspartijen. Daarvoor dienen zij regelmatig rapporten over de genomen maatregelen bij het Comité in te dienen. Ook kan het Comité onderzoek doen als het informatie heeft ontvangen dat er in een staat gefolterd wordt. Daarnaast bevat het verdrag een facultatieve interstatelijke en individuele klachtenprocedure, waarbij respectievelijk staten en individuen kunnen klagen dat een staat zijn verplichtingen onder het verdrag schendt. Staten kunnen een verklaring afleggen waarbij ze aangeven akkoord te gaan met (een van) deze regelingen.

## In Nederland
In Nederland werd, ter uitvoering van het verdrag, het misdrijf foltering strafbaar gesteld in de Uitvoeringswet folteringverdrag. Sinds 1 oktober 2003 is foltering als zelfstandig misdrijf opgenomen in de Wet internationale misdrijven (WIM); de Uitvoeringswet folterverdrag kwam hierdoor te vervallen. De definitie in de WIM is gebaseerd op het Folterverdrag, maar is ook uitgebreider doordat het begrip foltering verder wordt gespecificeerd. In de WIM staan ook strafbaarstellingen voor marteling als oorlogsmisdrijf en misdrijf tegen de menselijkheid. De termen foltering en marteling zijn in het Nederlandse strafrecht geen synoniemen. Marteling is "het opzettelijk veroorzaken van ernstige pijn of ernstig lijden, hetzij lichamelijk, hetzij geestelijk, bij een persoon die zich in gevangenschap of in de macht bevindt van degene die beschuldigd wordt, met dien verstande dat onder marteling niet wordt verstaan pijn of lijden dat louter het gevolg is van, inherent is aan of samenhangt met rechtmatige sancties", terwijl slechts onder foltering valt "marteling van een persoon met het oogmerk om van hem of van een derde inlichtingen of een bekentenis te verkrijgen, hem te bestraffen voor een handeling die hij of een derde heeft begaan of waarvan hij of een derde wordt verdacht, of hem of een derde vrees aan te jagen of te dwingen iets te doen of te dulden, dan wel om enigerlei reden gebaseerd op discriminatie uit welke grond dan ook, van overheidswege gepleegd." De term foltering wordt alleen gebruikt voor marteling die van overheidswege wordt gepleegd met het specifieke oogmerk.